# FC Ivančice
FC Ivančice (celým názvem: Football Club Ivančice) je český fotbalový klub, který sídlí v Ivančicích v Jihomoravském kraji. Založen byl v sobotu 11. května 1912. Od sezony 2023/24 hraje  I. A třída Jihomoravské kraje – sk. A (6. nejvyšší soutěž).
Nejslavnějším odchovancem oddílu je Bořivoj Voborný. Dalšími odchovanci a ivančickými rodáky, kteří se – ať už hráčsky nebo trenérsky – prosadili v prvoligové kopané, jsou Stanislav Schwarz, Karel Večeřa st, Lukáš Mareček a Adam Hložek.

## Historické názvy
Zdroj: 
- 1912 – SK Ivančice (Sportovní kroužek Ivančice)
- 1924 – AFK Slovan Ivančice (Amatérský fotbalový klub Slovan Ivančice)
- 1928 – SK Lumír Ivančice (Sportovní klub Lumír Ivančice)
- 1933 – SK Ivančice (Sportovní klub Ivančice)
- 1945 – NSK Ivančice (Národní sportovní klub Ivančice)
- 1949 – JTO Sokol Ivančice (Jednotná tělovýchovná organisace Sokol Ivančice) – sloučením NSK Ivančice a SK Němčice
- 1953 – DSO Slavoj Ivančice (Dobrovolná sportovní organisace Slavoj Ivančice) – Sokol rozdělen na 2 kluby: Slavoj a DSO Jiskra Trhárny Ivančice
- 1957 – TJ Slovan Ivančice (Tělovýchovná jednota Slovan Ivančice) – sloučením Slavoje a Jiskry
- 1970 – TJ Slovan Retex Ivančice (Tělovýchovná jednota Slovan Retex Ivančice)
- 1993 – FC Ivacar Ivančice (Football Club Ivacar Ivančice)
- 1995 – FC Ivančice (Football Club Ivančice)

## Historie kopané v Ivančicích

### Začátky
První hřiště bylo vybudováno v Pancířích na „Mrchovisku“, dnes je tu rybník Pancíř 1. Chuť tehdejší mládeže sportovat a hrát fotbal však neměla u ivančické veřejnosti potřebnou podporu, proto Slovan Ivančice roku 1926 zanikl.

### 20. léta 20. století
- 1922 – V Ivančicích vznikly další dva kluby: Maccabi Ivančice (židovský klub výkonnostně srovnatelný s SK Ivančice) a DFC Eibenschütz (klub židů německé národnosti). Oba tyto kluby po několika letech zanikly.[5][9]
- 1925 – Svůj klub založili pod názvem Rudá hvězda Ivančice také dělníci. Vznikl pod záštitou komunistické strany a hrál v soutěžích organizovaných FDTJ (Federace dělnických tělocvičných jednot).[9]
- 1926 – AFK Slovan Ivančice zanikl.[9]
- 1928 – Vznikla Rudá hvězda Němčice, která měla hřiště na obecním pozemku zvaném „Pastvisko“ u řeky Rokytné za kopcem Komanem. Roku 1932 byla činnost RH Němčice ukončena.[9]
- 1928 – Sportovci, kterým nevyhovovala politická koncepce Rudé hvězdy, byl při divadelním kroužku Lumír založen fotbalový odbor SK Lumír Ivančice. Klub získal pozemek vedle řeky Jihlavy, kde bylo vybudováno první hřiště „na Malovansku“.[9]

### 30. léta 20. století
- 1932 – Založen fotbalový klub v dnešní místní části Řeznovicích.[9]
- 1933 – Založen SK Němčice, svou činnost zahájil na novém hřišti u němčické strouhy, které existuje dosud. Klub zanikl roku 1949 připojením Němčic k Ivančicím, většina jeho hráčů poté přešla do Ivančic.[9]
- 1933 – Od ledna 1933 se změnil název na SK Ivančice. Klub začal budovat nové, větší hřiště kolmo k vozové cestě do Malovanského mlýna. Na podzim téhož roku fotbalisté svépomocí vybudovali dřevěnou ohradu kolem hřiště, v roce 1936 přibyly kabiny.[9]
- 1935 – RH Ivančice změnila název na DSK Ivančice (Dělnický sportovní klub) a vstoupila do soutěží BZMŽF (Bradovy západomoravské župy footballové).[9]

### 40. léta 20. století
- 1945 – Po dobu války spolu oba kluby DSK Ivančice a SK Ivančice svorně spolupracovaly, po válce došlo k jejich splynutí v jeden celek s názvem NSK Ivančice.[9]
- 1949 – Němčice se staly součástí Ivančic, kluby NSK Ivančice a SK Němčice se sloučily.[9]

### 50. léta 20. století
- 1953 – Došlo k roztříštění sportovních jednot na jednotlivé závody. V Ivančicích vznikly dva fotbalové oddíly: DSO Slavoj Ivančice a DSO Jiskra Trhárny Ivančice.[9]
- 1954 – Jiskra Trhárny Ivančice vybudovala z fotbalového hřiště sportovní stadion s atletickou drahou a plochami pro atletické disciplíny. Stadion byl otevřen v sobotu 26. června 1954.[9]
- 1955 – Dorostenecké mužstvo podávalo výborné výkony, jeho nejlepším hráčem byl Bořivoj Voborný.[9]
- 1957 – Oba ivančické týmy se sloučily do TJ Slovan Ivančice.[9]

### 60. léta 20. století
- 1962 – Byl založen klub TJ Sokol Budkovice, Budkovice jsou od středy 1. července 1980 součástí Ivančic.[10]
- 1964 – V tomto roce proběhlo v Ivančicích týdenní soustředění našich fotbalistů před Letními olympijskými hrami v Tokiu. Fotbaloví reprezentanti byli ubytováni v chatičkách n. p. Mosilana pod Stříbským mlýnem a trénovali na stadionu. V rámci přípravy sehráli ve středu 9. září 1964 s Ivančicemi přátelské utkání s výsledkem 7:0 (2:0), střelci branek byli V. Masný (3), Valošek (2), Cvetler a I. Mráz po jedné.[9][11] Olympionici nastoupili v sestavě: Švajlen (Schmucker) – Knesl (A. Urban), Weiss, Pičman – Matlák, Nepomucký – Brumovský (Cvetler), Knebort (I. Mráz), Lichtnégl (Geleta), V. Masný, Valošek.[11] Trenérem byl Rudolf Vytlačil.[11]
- 1968 – Počátkem tohoto roku došlo k významným změnám zejména ve výboru fotbalového oddílu, ve kterém se stal předsedou pan Tomáš Řihánek starší.[10] V této době také vznikl „Klub přátel ivančické kopané“, který na podporu fotbalového klubu začal provozovat bývalou restauraci „u Pruklů“ na Kounické ulici a nákladní dopravu.[10]

### 70. léta 20. století
- 1970 – Klub se vítězstvím v I. A třídě probojoval pod vedením hrajícího trenéra Bořivoje Voborného do Jihomoravského župního přeboru 1970/71 a změnil název na TJ Slovan Retex Ivančice.[10]
- 1973 – Na konci ročníku 1972/73 klub sestoupil z Jihomoravského krajského přeboru a přišla dlouhá léta v I. A třídě.[10]
- 1974 – Na podzim byla zahájena rekonstrukce travnaté plochy, muži hráli své domácí zápasy v Oslavanech.[10]
- 1975 – Podzimní část sezony byla opět odehrána na hřišti v Oslavanech. V této době rozhodl výbor fotbalového oddílu o zahájení opravy hřiště v Němčicích, na kterém byla odehrána druhá část soutěže na jaře 1976.[10]

### 80. léta 20. století
- 1981 – V Ivančicích bylo sehráno přátelské mezinárodní utkání s reprezentací Laosu, která zvítězila jen těsně 2:1.[12]
- 1985 – V sezoně 1984/85 byla Krajská soutěž I. třídy rozšířena na 16 účastníků a ivančickým tato sezona vyšla. Mužstvo bylo po podzimu 1984 na 1. místě skupiny C a celkem sedmnáct kol soutěž vedlo. Teprve závěr rozhodl o postupu Zbrojovky Brno „B“. Vzájemné zápasy s tímto soupeřem skončily 3:3 (v Ivančicích před 420 diváky) a 0:1 (prohra v Brně).[12]
- 1986 – V sezoně 1985/86 svaz opět reorganizoval soutěž na 14 účastníků, od sezony 1986/87 došlo k obnovení I. A tříd a I. B tříd. Ivančice hrály v období 1986/87 – 1988/89 v I. B třídě (7. nejvyšší soutěž).[12][13]
- 1989 – Nástupem nové fotbalové generace se začal tvořit tým, který během 4 let dokázal třikrát postoupit. Zdravé jádro mužstva začali tvořit mladí odchovanci.[12] Nově vytvořenému týmu se pod trenérským vedením pánů Slavomíra Kubánka a Petra Vlčka podařilo v sezoně 1988/89 postoupit z I. B třídy do I. A třídy.[12]

### 90. léta 20. století
- 1990 – Po návratu z I. B třídy se ivančický nováček v sezoně 1989/90 umístil na slušném 5. místě.[12]
- 1991 – V sezoně 1990/91 se tým pohyboval od počátku na předních místech tabulky. V konečné tabulce sice tým obsadil 2. místo, po sezoně však došlo k reorganizaci soutěží (kraje → župy) a Ivančice se vrátily po 18 letech do Jihomoravského župního přeboru.[12]
- 1992 – Do nové sezony 1991/92 mužstvo nastoupilo pod trenérskou taktovkou významných ivančických osobností Miroslava Horáčka, Petra Vlčka a Bořivoje Voborného.[14] Trenérem brankářů byl Milan Voborný, nejmladší z nejúspěšnějšího ivančického fotbalového rodu.[14] Tento ročník vyvrcholil vítězstvím v Jihomoravském župním přeboru a historickým postupem do Divize D.
- 1992/93 – V první divzní sezoně skončilo mužstvo vedené trenérským duem Řezáč – Horáček na 8. místě.[14]
- 1993/94 – V srpnu 1993 ivančičtí poprvé v historii startovali v Českomoravském poháru a podařilo se jim vyřadit tehdy ještě třetiligovou Slováckou Slavii Uherské Hradiště po výhře 3:2.[15] V dalším kole mužstvo vypadlo po vyrovnaném souboji s druholigovým Frýdkem-Místkem, který v Ivančicích zvítězil 2:0.[14][15]
- 1994/95 – Tato sezona skončila sestupem do Jihomoravského župního přeboru, k záchraně chyběl jediný bod.[14] V poháru bylo mužstvo vyřazeno už v 1. kole Šlapanicemi, které hrály o soutěž níže.[16] Po sezoně klub opustil hlavní sponzor firma Ivacar.[14]
- 1997/98 – Po třech sezonách v nejvyšší župní (krajské) soutěži přišel sestup do I. A třídy. Došlo také k radikální proměně kádru.[12]

### Ve 21. století
- 2008 – Po letech přišel postup do Krajského přeboru Jihomoravského kraje,  kde setrval 15 let.[17]
- 2023 – Po nepovedené sezóně přišel sestup do 1. A třídy skupiny A.

## Umístění v jednotlivých sezonách
Stručný přehled
- 1945–1947: I. B třída BZMŽF – II. okrsek
- 1951–1952: Okresní přebor
- 1957–1959: I. A třída Brněnského kraje
- 1959–1960: I. B třída Brněnského kraje – sk. C
- 1960–1962: Okresní přebor Brno-venkov
- 1962–1965: I. A třída Jihomoravského kraje – sk. A
- 1965–1969: I. A třída Jihomoravské oblasti – sk. A
- 1969–1970: I. A třída Jihomoravské župy – sk. A
- 1970–1972: Jihomoravský župní přebor
- 1972–1973: Jihomoravský krajský přebor
- 1973–1983: I. A třída Jihomoravského kraje – sk. A
- 1983–1986: Jihomoravská krajská soutěž I. třídy – sk. C
- 1986–1989: I. B třída Jihomoravského kraje – sk. ?
- 1989–1991: I. A třída Jihomoravského kraje – sk. A
- 1991–1992: Jihomoravský župní přebor
- 1992–1995: Divize D
- 1995–1998: Jihomoravský župní přebor
- 1998–2002: I. A třída Jihomoravské župy – sk. A
- 2002–2008: I. A třída Jihomoravského kraje – sk. A
- 2008– 2022: Přebor Jihomoravského kraje
- 2023–:  I. A třída Jihomoravské kraje – sk. A

Jednotlivé ročníky
Legenda: Z – zápasy, V – výhry, R – remízy, P – porážky, VG – vstřelené góly, OG – obdržené góly, +/− – rozdíl skóre, B – body, červené podbarvení – sestup, zelené podbarvení – postup, fialové podbarvení – reorganizace, změna skupiny či soutěže
| Československo (1945 – 1993) |                                              |        |    |     |     |     |     |     |     |    |        |
| Sezóny                       | Liga                                         | Úroveň | Z  | V   | R   | P   | VG  | OG  | +/− | B  | Pozice |
| 1945/46                      | I. B třída BZMŽF – II. okrsek                | 4      | 24 | 12  | 2   | 10  | 76  | 52  | +24 | 26 | 5.     |
| 1946/47                      | I. B třída BZMŽF – II. okrsek                | 4      | 22 | 17  | 1   | 4   | 90  | 32  | +58 | 35 | 1.     |
| ...                          |                                              |        |    |     |     |     |     |     |     |    |        |
| 1951                         | Okresní přebor                               | 4      | 22 | ... | ... | ... | ... | ... | ... |    |        |
| 1952                         | Okresní přebor                               | 4      | 22 | ... | ... | ... | ... | ... | ... |    | 2.     |
| ...                          |                                              |        |    |     |     |     |     |     |     |    |        |
| 1957/58                      | I. A třída Brněnského kraje                  | 4      | 39 | 13  | 6   | 20  | 89  | 114 | −25 | 32 | 11.    |
| 1958/59                      | I. A třída Brněnského kraje                  | 4      | 21 | 8   | 1   | 12  | 33  | 46  | −13 | 17 | 10.    |
| 1959/60                      | I. B třída Brněnského kraje – sk. C          | 5      | 22 | 8   | 5   | 9   | 53  | 41  | +12 | 21 | 7.     |
| 1960/61                      | Okresní přebor Brno-venkov                   | 5      | 22 | 15  | 2   | 5   | 80  | 33  | +47 | 32 | 2.     |
| 1961/62                      | Okresní přebor Brno-venkov                   | 5      | 26 | 17  | 7   | 2   | 89  | 33  | +56 | 41 | 1.     |
| 1962/63                      | I. třída Jihomoravského kraje – sk. A        | 4      | 26 | 16  | 4   | 6   | 87  | 39  | +48 | 36 | 2.     |
| 1963/64                      | I. A třída Jihomoravského kraje – sk. A      | 4      | 26 | 13  | 4   | 9   | 61  | 40  | +21 | 30 | 3.     |
| 1964/65                      | I. A třída Jihomoravského kraje – sk. A      | 4      | 26 | 11  | 2   | 13  | 55  | 65  | −10 | 24 | 8.     |
| 1965/66                      | I. A třída Jihomoravské oblasti – sk. A      | 5      | 26 | 9   | 8   | 9   | 43  | 44  | −1  | 26 | 8.     |
| 1966/67                      | I. A třída Jihomoravské oblasti – sk. A      | 5      | 26 | 11  | 4   | 11  | 44  | 49  | −5  | 26 | 5.     |
| 1967/68                      | I. A třída Jihomoravské oblasti – sk. A      | 5      | 26 | 10  | 3   | 13  | 32  | 38  | −6  | 23 | 10.    |
| 1968/69                      | I. A třída Jihomoravské oblasti – sk. A      | 5      | 26 | 9   | 5   | 12  | 36  | 45  | −9  | 23 | 9.     |
| 1969/70                      | I. A třída Jihomoravské župy – sk. A         | 6      | 26 | 17  | 6   | 3   | 67  | 27  | +40 | 40 | 1.     |
| 1970/71                      | Jihomoravský župní přebor                    | 5      | 26 | 12  | 4   | 10  | 33  | 30  | +3  | 28 | 6.     |
| 1971/72                      | Jihomoravský župní přebor                    | 5      | 26 | 13  | 5   | 8   | 37  | 29  | +8  | 31 | 5.     |
| 1972/73                      | Jihomoravský krajský přebor                  | 5      | 30 | 8   | 9   | 13  | 37  | 52  | −15 | 25 | 15.    |
| 1973/74                      | I. A třída Jihomoravského kraje – sk. A      | 6      | 26 | 14  | 2   | 10  | 48  | 43  | +5  | 30 | 2.     |
| 1974/75                      | I. A třída Jihomoravského kraje – sk. A      | 6      | 26 | 8   | 5   | 13  | 45  | 48  | −3  | 21 | 10.    |
| 1975/76                      | I. A třída Jihomoravského kraje – sk. A      | 6      | 26 | 13  | 6   | 7   | 50  | 34  | +16 | 32 | 3.     |
| 1976/77                      | I. A třída Jihomoravského kraje – sk. A      | 6      | 26 | 15  | 4   | 7   | 60  | 39  | +21 | 34 | 2.     |
| 1977/78                      | I. A třída Jihomoravského kraje – sk. A      | 5      | 26 | 15  | 5   | 6   | 55  | 34  | +21 | 35 | 2.     |
| 1978/79                      | I. A třída Jihomoravského kraje – sk. A      | 5      | 26 | 10  | 7   | 9   | 45  | 34  | +11 | 27 | 9.     |
| 1979/80                      | I. A třída Jihomoravského kraje – sk. A      | 5      | 30 | 11  | 4   | 15  | 44  | 53  | −9  | 26 | 13.    |
| 1980/81                      | I. A třída Jihomoravského kraje – sk. A      | 5      | 30 | 8   | 10  | 12  | 49  | 55  | −6  | 26 | 13.    |
| 1981/82                      | I. A třída Jihomoravského kraje – sk. A      | 6      | 30 | 10  | 6   | 14  | 37  | 56  | −19 | 26 | 14.    |
| 1982/83                      | I. A třída Jihomoravského kraje – sk. A      | 6      | 30 | 12  | 5   | 13  | 51  | 61  | −10 | 29 | 10.    |
| 1983/84                      | Jihomoravská krajská soutěž I. třídy – sk. C | 6      | 26 | ... | ... | ... | ... | ... | ... |    | 7.     |
| 1984/85                      | Jihomoravská krajská soutěž I. třídy – sk. C | 6      | 30 | 17  | 8   | 5   | 78  | 37  | +41 | 42 | 2.     |
| 1985/86                      | Jihomoravská krajská soutěž I. třídy – sk. C | 6      | 26 | ... | ... | ... | ... | ... | ... |    |        |
| 1986/87                      | I. B třída Jihomoravského kraje – sk. ?      | 7      | 26 | ... | ... | ... | ... | ... | ... |    |        |
| 1987/88                      | I. B třída Jihomoravského kraje – sk. ?      | 7      | 26 | ... | ... | ... | ... | ... | ... |    |        |
| 1988/89                      | I. B třída Jihomoravského kraje – sk. ?      | 7      | 26 | ... | ... | ... | ... | ... | ... |    | 1.     |
| 1989/90                      | I. A třída Jihomoravského kraje – sk. A      | 6      | 26 | ... | ... | ... | ... | ... | ... |    | 5.     |
| 1990/91                      | I. A třída Jihomoravského kraje – sk. A      | 6      | 26 | ... | ... | ... | ... | ... | ... |    | 2.     |
| 1991/92                      | Jihomoravský župní přebor                    | 5      | 26 | 15  | 6   | 5   | 56  | 30  | +26 | 36 | 1.     |
| 1992/93                      | Divize D                                     | 4      | 30 | 11  | 8   | 11  | 49  | 43  | +6  | 30 | 8.     |
| Česko (1993 – )              |                                              |        |    |     |     |     |     |     |     |    |        |
| Sezóna                       | Liga                                         | Úroveň | Z  | V   | R   | P   | VG  | OG  | +/− | B  | Pozice |
| 1993/94                      | Divize D                                     | 4      | 30 | 10  | 8   | 12  | 45  | 53  | −8  | 28 | 9.     |
| 1994/95                      | Divize D                                     | 4      | 30 | 10  | 6   | 14  | 45  | 54  | −9  | 36 | 15.    |
| 1995/96                      | Jihomoravský župní přebor                    | 5      | 30 | 11  | 8   | 11  | 49  | 60  | −11 | 41 | 11.    |
| 1996/97                      | Jihomoravský župní přebor                    | 5      | 30 | 11  | 3   | 16  | 39  | 51  | −12 | 34 | 12.    |
| 1997/98                      | Jihomoravský župní přebor                    | 5      | 30 | 3   | 4   | 23  | 34  | 83  | −49 | 13 | 15.    |
| 1998/99                      | I. A třída Jihomoravské župy – sk. A         | 6      | 26 | 10  | 6   | 10  | 34  | 30  | +4  | 36 | 8.     |
| 1999/00                      | I. A třída Jihomoravské župy – sk. A         | 6      | 26 | ... | ... | ... | ... | ... | ... | 41 | 6.     |
| 2000/01                      | I. A třída Jihomoravské župy – sk. A         | 6      | 26 | 14  | 7   | 5   | 46  | 32  | +14 | 49 | 2.     |
| 2001/02                      | I. A třída Jihomoravské župy – sk. A         | 6      | 26 | 6   | 4   | 16  | 28  | 48  | −20 | 22 | 13.    |
| 2002/03                      | I. A třída Jihomoravského kraje – sk. A      | 6      | 26 | 9   | 5   | 12  | 39  | 45  | −6  | 32 | 9.     |
| 2003/04                      | I. A třída Jihomoravského kraje – sk. A      | 6      | 26 | 7   | 5   | 14  | 35  | 53  | −18 | 26 | 11.    |
| 2004/05                      | I. A třída Jihomoravského kraje – sk. A      | 6      | 26 | 8   | 9   | 9   | 32  | 33  | −1  | 33 | 8.     |
| 2005/06                      | I. A třída Jihomoravského kraje – sk. A      | 6      | 26 | 12  | 6   | 8   | 37  | 30  | +7  | 42 | 6.     |
| 2006/07                      | I. A třída Jihomoravského kraje – sk. A      | 6      | 26 | 10  | 5   | 11  | 42  | 38  | +4  | 35 | 7.     |
| 2007/08                      | I. A třída Jihomoravského kraje – sk. A      | 6      | 24 | 17  | 4   | 3   | 64  | 31  | +33 | 55 | 2.     |
| 2008/09                      | Přebor Jihomoravského kraje                  | 5      | 30 | 14  | 5   | 11  | 51  | 35  | +16 | 47 | 5.     |
| 2009/10                      | Přebor Jihomoravského kraje                  | 5      | 30 | 13  | 5   | 12  | 44  | 41  | +3  | 44 | 8.     |
| 2010/11                      | Přebor Jihomoravského kraje                  | 5      | 30 | 16  | 4   | 10  | 67  | 47  | +20 | 52 | 4.     |
| 2011/12                      | Přebor Jihomoravského kraje                  | 5      | 30 | 9   | 7   | 14  | 46  | 43  | +3  | 34 | 11.    |
| 2012/13                      | Přebor Jihomoravského kraje                  | 5      | 30 | 10  | 8   | 12  | 47  | 47  | 0   | 38 | 12.    |
| 2013/14                      | Přebor Jihomoravského kraje                  | 5      | 30 | 11  | 7   | 12  | 39  | 45  | −6  | 40 | 11.    |
| 2014/15                      | Přebor Jihomoravského kraje                  | 5      | 30 | 13  | 6   | 11  | 50  | 40  | +10 | 45 | 7.     |
| 2015/16                      | Přebor Jihomoravského kraje                  | 5      | 32 | 15  | 4   | 13  | 60  | 49  | +11 | 49 | 7.     |
| 2016/17                      | Přebor Jihomoravského kraje                  | 5      | 30 | 15  | 2   | 13  | 66  | 49  | +17 | 47 | 7.     |
| 2017/18                      | Přebor Jihomoravského kraje                  | 5      | 30 | 7   | 7   | 16  | 43  | 58  | −15 | 28 | 13.    |
| 2018/19                      | Přebor Jihomoravského kraje                  | 5      | 30 | 12  | 4   | 14  | 61  | 57  | +4  | 40 | 11.    |
| 2019/20                      | Přebor Jihomoravského kraje                  | 5      | 15 | 4   | 4   | 7   | 22  | 21  | +1  | 16 | 12.    |
| 2020/21                      | Přebor Jihomoravského kraje                  | 5      | 10 | 5   | 1   | 4   | 19  | 20  | −1  | 16 | 7.     |
| 2021/22                      | Přebor Jihomoravského kraje                  | 5      | 30 | 13  | 5   | 12  | 55  | 60  | −5  | 44 | 8.     |
| 2022/23                      | Přebor Jihomoravského kraje                  | 5      | 30 | 5   | 8   | 17  | 34  | 88  | -54 | 23 | 16.    |
| 2023/24                      | I.A třída skupina A Jihomoravského kraje     | 6      | 26 | 13  | 5   | 8   | 54  | 33  | +21 | 44 | 4.     |
| 2024/25                      | I.A třída skupina A Jihomoravského kraje     | 6      | 25 | 16  | 4   | 5   | 58  | 34  | +24 | 52 | 2.     |

Poznámky:
- 1946/47: Postoupilo mužstvo SK Slavoj Brno-Bohunice (2. místo).[19]
- 1958/59: Chybí výsledek odloženého utkání mezi Slovanem Ivančice a Spartakem Boskovice.
- 1964/65: Po sezoně proběhla reorganizace nižších soutěží.
- 1968/69: Po sezone proběhla celková reorganizace soutěží.
- 1971/72: Po sezoně proběhla reorganizace krajských soutěží (župy → kraje).
- 1976/77: Po sezoně proběhla celková reorganizace nižších soutěží.
- 1978/79: Po sezoně byly skupiny I. A třídy rozšířeny ze 14 na 16 účastníků.
- 1980/81: Po sezoně proběhla celková reorganizace nižších soutěží.
- 1982/83: Po sezoně proběhla reorganizace krajských soutěží.
- 1985/86: Po sezoně proběhla reorganizace krajských soutěží.
- 1990/91: Po sezoně proběhla reorganizace krajských soutěží (kraje → župy). Postoupilo taktéž vítězné mužstvo TJ Sokol Bystrc-Kníničky.[35]
- 2001/02: Po sezoně proběhla reorganizace krajských soutěží (župy → kraje).
- 2007/08: Postoupilo taktéž vítězné mužstvo TJ Sokol Tasovice.[33]
- 2019/20 a 2020/21: Tyto ročníky byly ukončeny předčasně z důvodu pandemie covidu-19 v Česku.

## DSO Jiskra Trhárny Ivančice
Mužstvo Dobrovolná sportovní organisace Jiskra Trhárny Ivančice (1953 – 1956) bylo jedním ze dvou, která vznikla administrativně koncem roku 1952 – s platností od soutěžního ročníku 1953 – vyčleněním z Jednotné tělovýchovné organisace Sokol Ivančice. Odehrál 4 sezony v krajských soutěžích, roku 1957 fúzoval s DSO Slavoj Ivančice opět v jeden klub TJ Slovan Ivančice.

### Umístění v jednotlivých sezonách
Stručný přehled
- 1953: Krajská soutěž – sk. B
- 1954: Krajská soutěž – sk. III
- 1955–1956: I. A třída Brněnského kraje

Jednotlivé ročníky
Legenda: Z – zápasy, V – výhry, R – remízy, P – porážky, VG – vstřelené góly, OG – obdržené góly, +/− – rozdíl skóre, B – body, červené podbarvení – sestup, zelené podbarvení – postup, fialové podbarvení – reorganizace, změna skupiny či soutěže
| Československo (1953 – 1956) |                             |        |    |    |   |    |    |    |     |    |        |
| Sezóny                       | Liga                        | Úroveň | Z  | V  | R | P  | VG | OG | +/− | B  | Pozice |
| 1953                         | Krajská soutěž – sk. B      | 4      | 22 | 11 | 3 | 8  | 60 | 33 | +27 | 25 | 7.     |
| 1954                         | Krajská soutěž – sk. III    | 4      | 22 | 14 | 4 | 4  | 56 | 32 | +24 | 32 | 3.     |
| 1955                         | I. A třída Brněnského kraje | 4      | 22 | 8  | 4 | 10 | 31 | 52 | −21 | 20 | 8.     |
| 1956                         | I. A třída Brněnského kraje | 4      | 22 | 8  | 2 | 12 | 37 | 59 | −22 | 18 | 10.    |

## FC Ivančice „B“
FC Ivančice „B“ je rezervním týmem Ivančic, který se pohybuje na okresní úrovni. Od sezony 2015/16 hraje Okresní přebor Brno-venkov (8. nejvyšší soutěž). Své zápasy hraje na stadionu v Řeznovicích, občas na hlavním stadionu na Malovansku

### Umístění v jednotlivých sezonách
Stručný přehled
- 1995–2002: Okresní přebor Brno-venkov
- 2002–2004: Okresní soutěž Brno-venkov – sk. B
- 2004–2007: Okresní přebor Brno-venkov
- 2007–2011: Okresní soutěž Brno-venkov – sk. B
- 2011–2014: Okresní přebor Brno-venkov
- 2014–2015: Okresní soutěž Brno-venkov – sk. B
- 2015– : Okresní přebor Brno-venkov

Jednotlivé ročníky
Legenda: Z – zápasy, V – výhry, R – remízy, P – porážky, VG – vstřelené góly, OG – obdržené góly, +/− – rozdíl skóre, B – body, červené podbarvení – sestup, zelené podbarvení – postup, fialové podbarvení – reorganizace, změna skupiny či soutěže
| Česko (1995 – ) |                                    |        |    |    |   |    |     |    |     |    |        |
| Sezóny          | Liga                               | Úroveň | Z  | V  | R | P  | VG  | OG | +/− | B  | Pozice |
| 1995/96         | Okresní přebor Brno-venkov         | 8      | 30 | 12 | 5 | 13 | 52  | 45 | +7  | 41 | 9.     |
| 1996/97         | Okresní přebor Brno-venkov         | 8      | 30 | 11 | 8 | 11 | 54  | 41 | +13 | 41 | 8.     |
| 1997/98         | Okresní přebor Brno-venkov         | 8      | 30 | 8  | 7 | 15 | 38  | 43 | −5  | 31 | 14.    |
| 1998/99         | Okresní přebor Brno-venkov         | 8      | 30 | 11 | 6 | 13 | 38  | 45 | −7  | 39 | 9.     |
| 1999/00         | Okresní přebor Brno-venkov         | 8      | 30 | 11 | 2 | 17 | 44  | 63 | −19 | 35 | 12.    |
| 2000/01         | Okresní přebor Brno-venkov         | 8      | 30 | 10 | 5 | 15 | 57  | 58 | −1  | 35 | 9.     |
| 2001/02         | Okresní přebor Brno-venkov         | 8      | 30 | 9  | 5 | 16 | 37  | 53 | −16 | 32 | 13.    |
| 2002/03         | Okresní soutěž Brno-venkov – sk. B | 9      | 26 | 17 | 4 | 5  | 93  | 37 | +56 | 55 | 2.     |
| 2003/04         | Okresní soutěž Brno-venkov – sk. B | 9      | 26 | 17 | 6 | 3  | 67  | 21 | +46 | 57 | 1.     |
| 2004/05         | Okresní přebor Brno-venkov         | 8      | 26 | 8  | 9 | 9  | 44  | 37 | +7  | 33 | 7.     |
| 2005/06         | Okresní přebor Brno-venkov         | 8      | 26 | 9  | 6 | 11 | 40  | 37 | +3  | 33 | 8.     |
| 2006/07         | Okresní přebor Brno-venkov         | 8      | 26 | 4  | 5 | 17 | 19  | 54 | −35 | 17 | 13.    |
| 2007/08         | Okresní soutěž Brno-venkov – sk. B | 9      | 26 | 18 | 2 | 6  | 75  | 39 | +36 | 56 | 3.     |
| 2008/09         | Okresní soutěž Brno-venkov – sk. B | 9      | 24 | 17 | 0 | 7  | 85  | 37 | +48 | 51 | 2.     |
| 2009/10         | Okresní soutěž Brno-venkov – sk. B | 9      | 26 | 14 | 4 | 8  | 80  | 47 | +33 | 46 | 4.     |
| 2010/11         | Okresní soutěž Brno-venkov – sk. B | 9      | 26 | 18 | 4 | 4  | 85  | 26 | +59 | 58 | 1.     |
| 2011/12         | Okresní přebor Brno-venkov         | 8      | 26 | 9  | 5 | 12 | 51  | 61 | −10 | 32 | 10.    |
| 2012/13         | Okresní přebor Brno-venkov         | 8      | 26 | 9  | 5 | 12 | 34  | 63 | −29 | 32 | 11.    |
| 2013/14         | Okresní přebor Brno-venkov         | 8      | 26 | 7  | 5 | 14 | 51  | 55 | −4  | 26 | 13.    |
| 2014/15         | Okresní soutěž Brno-venkov – sk. B | 9      | 26 | 23 | 1 | 2  | 110 | 27 | +83 | 70 | 1.     |
| 2015/16         | Okresní přebor Brno-venkov         | 8      | 24 | 10 | 4 | 10 | 63  | 48 | +15 | 34 | 4.     |
| 2016/17         | Okresní přebor Brno-venkov         | 8      | 26 | 7  | 8 | 11 | 45  | 57 | −12 | 29 | 9.     |
| 2017/18         | Okresní přebor Brno-venkov         | 8      | 26 | 8  | 4 | 14 | 34  | 59 | −25 | 28 | 10.    |
| 2018/19         | Okresní přebor Brno-venkov         | 8      | 26 | 9  | 4 | 13 | 58  | 57 | +1  | 31 | 10.    |
| 2019/20         | Okresní přebor Brno-venkov         | 8      | 13 | 4  | 2 | 7  | 30  | 24 | +6  | 14 | 9.     |
| 2020/21         | Okresní přebor Brno-venkov         | 8      | 10 | 4  | 1 | 5  | 18  | 22 | −4  | 13 | 8.     |
| 2021/22         | Okresní přebor Brno-venkov         | 8      | 26 | 11 | 5 | 10 | 60  | 61 | −1  | 38 | 6.     |
| 2022/23         | Okresní přebor Brno-venkov         | 8      | 26 | 12 | 7 | 7  | 71  | 66 | 5   | 43 | 4.     |
| 2023/24         | Okresní přebor Brno-venkov         | 8      | 26 | 6  | 6 | 14 | 47  | 83 | −36 | 24 | 10.    |
| 2024/25         | Okresní přebor Brno-venkov         | 8      | 24 | 8  | 1 | 15 | 43  | 68 | −25 | 25 | 12.    |

Poznámky:
- 2019/20 a 2020/21: Tyto ročníky byly ukončeny předčasně z důvodu pandemie covidu-19 v Česku.